# Bestelauto van het Jaar
Bestelauto van het Jaar (origineel: Van of the Year) is de verkiezing van de beste nieuwe bestelauto volgens een aantal vooraanstaande, onafhankelijke autojournalisten uit Europa. In de verkiezing worden alle soorten bestelwagens, bestelbussen en bestelauto's meegenomen, ook Ludospaces (personenvarianten van bestelauto's).
De eerste verkiezing vond plaats in 1992, nadat al vanaf 1976 de verkiezing Truck of the Year plaatsvond.

## Jury
De jury bestaat uit een lid uit bijna alle Europese landen. Zo mogelijk moeten de leden afkomstig zijn van een uitgever, die in het land van herkomst publicaties schrijft over dit marktsegment.
| Nummer | Land                | Tijdschrift                               |
| ------ | ------------------- | ----------------------------------------- |
| 1.     | Oostenrijk          | Weka-Verlag“                              |
| 2.     | België              | „Transporama“                             |
| 3.     | Denemarken          | „Mester-Tidende“                          |
| 4.     | Finland             | „Auto, Teknikka ja Kuljetus“              |
| 5.     | Frankrijk           | „Solutions Utilitaires“                   |
| 6.     | Griekenland         | „TROXOI & TIR“                            |
| 7.     | Spanje              | „Truck“                                   |
| 8.     | Nederland           | „Truck & Transport Management/Bestelauto“ |
| 9.     | Ierland             | „Fleet Van & Utility“                     |
| 10.    | Duitsland           | „Logistra“                                |
| 11.    | Noorwegen           | „Anlegg & Transport“                      |
| 12.    | Polen               | „Polski Traker“                           |
| 13.    | Portugal            | „Euro Transporte“                         |
| 14.    | Rusland             | „Auto Review“                             |
| 15.    | Slowakije           | „Transport a Logistika“                   |
| 16.    | Tsjechië            | „Transport a Logistika“                   |
| 17.    | Zweden              | „Åkeritidning“                            |
| 18.    | Hongarije           | „Camion Truck & Bus“                      |
| 19.    | Verenigd Koninkrijk | „Commercial Motor“                        |
| 20.    | Italië              | „tuttoTrasporti“                          |
| 21.    | Bulgarije           | „Bahobe“                                  |
| 22.    | Kroatië             | „kamion&Bus“                              |
| 23.    | Roemenië            | „Tranzit“                                 |
| 24.    | Zwitserland         | „TIR“                                     |
| 25.    | Turkije             | „CargoHaber“                              |

## Winnaars Bestelauto van het Jaar
| Jaar | Aantal juryleden | Eerste plaats                                                                         | Pnt. | Tweede plaats                                          | Pnt. | Derde plaats                                           | Pnt. |
| ---- | ---------------- | ------------------------------------------------------------------------------------- | ---- | ------------------------------------------------------ | ---- | ------------------------------------------------------ | ---- |
| 1992 |                  | Volkswagen Transporter T4                                                             | 58   | Ford Transit IV                                        | 33   | Renault Rapid                                          | 20   |
| 1993 |                  | Nissan Sunny Van                                                                      | 52   | Ford Fiesta Courier                                    | 50   | Toyota LiteAce                                         | 26   |
| 1994 | 14               | Citroën Jumper I - Fiat Ducato II - Peugeot Boxer I                                   | 89   | Opel Combo B                                           | 39   | Ford Transit V                                         | 19   |
| 1995 | 14               | Mercedes-Benz Sprinter I                                                              | 78   | Nissan Vanette Cargo                                   | 33   | Ford Transit V                                         | 26   |
| 1996 | 14               | Mercedes-Benz Vito I                                                                  | 63   | Toyota Hiace                                           | 46   | Citroën Jumpy I - Fiat Scudo I - Peugeot Expert I      | 26   |
| 1997 | 14               | Citroën Berlingo I - Peugeot Partner I                                                | 69   | Volkswagen LT II                                       | 36   | Iveco Daily II                                         | 22   |
| 1998 | 14               | Renault Master                                                                        | 69   | Renault Kangoo Express                                 | 60   | Opel Campo Pick-up                                     | 11   |
| 1999 |                  | Opel Astra Van II                                                                     | 46   | Nissan Cabstar E                                       | 44   | Nissan Pickup                                          | 28   |
| 2000 |                  | Iveco Daily III                                                                       | 103  | Renault Mascott                                        | 44   | Mercedes-Benz Vito CDI I                               | 33   |
| 2001 | 20               | Ford Transit VI                                                                       | 112  | Fiat Doblò I                                           | 55   | Mercedes-Benz Sprinter CDI I                           | 39   |
| 2002 | 20               | Opel Vivaro - Renault Trafic                                                          | 115  | Opel Combo C                                           | 34   | Ford Transit VI Durashift                              | 24   |
| 2003 | 20               | Ford Transit Connect                                                                  | 126  | Citroën Jumper I - Fiat Ducato II - Peugeot Boxer I    | 49   | Iveco Daily Unijet III                                 | 44   |
| 2004 | 19               | Volkswagen Transporter T5                                                             | 115  | Renault Master                                         | 66   |                                                        |      |
| 2005 | 17               | Mercedes-Benz Vito II                                                                 | 83   | Volkswagen Caddy II                                    | 64   | Renault Master                                         | 21   |
| 2006 | 19               | Fiat Doblò Cargo                                                                      |      |                                                        |      |                                                        |      |
| 2007 | 19               | Ford Transit VII                                                                      |      | Citroën Jumper II - Fiat Ducato III - Peugeot Boxer II |      | Mercedes-Benz Sprinter II                              |      |
| 2008 | 20               | Citroën Jumpy II - Fiat Scudo II - Peugeot Expert II                                  | 108  | Renault Kangoo                                         | 58   | Nissan Cabstar - Renault Maxity                        | 29   |
| 2009 | 20               | Citroën Nemo - Fiat Fiorino II - Peugeot Bipper                                       | 112  | Peugeot Partner - Citroën Berlingo                     | 70   |                                                        |      |
| 2010 | 23               | Nissan NV200                                                                          | 107  | Iveco EcoDaily                                         | 76   | Volkswagen Transporter T5                              | 51   |
| 2011 | 24               | Fiat Doblò Cargo II                                                                   | 128  | Renault Master III - Opel Movano II                    | 107  | Mercedes-Benz Vito - Mercedes-Benz Viano               | 48   |
| 2012 | 23               | Renault Kangoo Z.E.                                                                   | 104  | Iveco Daily V                                          | 87   | Citroën Jumper II - Fiat Ducato III - Peugeot Boxer II | 27   |
| 2013 | 24               | Ford Transit Custom                                                                   | 117  | Dacia Dokker                                           |      | Mercedes-Benz Citan                                    |      |
| 2014 | 25               | Ford Transit Connect                                                                  | 130  | Mercedes-Benz Sprinter                                 | 123  | Renault Kangoo                                         | 25   |
| 2015 | 23               | Iveco Daily VI                                                                        | 95   | Mercedes-Benz Vito                                     | 68   | Ford Transit                                           | 44   |
| 2016 | 24               | Volkswagen Transporter T6                                                             | 98   | Fiat Doblò Cargo II (facelift)                         | 68   | Volkswagen Caddy (Euro 6)                              | 63   |
| 2017 | 24               | Volkswagen Crafter                                                                    | 101  | Peugeot Expert - Citroën Jumpy - Toyota ProAce         | 89   | Iveco Daily Euro 6                                     |      |
| 2018 | 25               | Iveco Daily Blue Power                                                                | 113  | Ford Transit Custom                                    | 79   | Volkswagen Caddy TGI                                   |      |
| 2019 | 25               | Groupe PSA, (Opel/Vauxhall Combo Cargo - Citroën Berlingo - Peugeot Partner)          | 127  | Mercedes-Benz Sprinter                                 | 92   | Ford Transit Connect                                   |      |
| 2020 | 25               | Ford Transit Custom Hybrid                                                            | 97   | Ford Transit EcoBlue Hybrid                            | 54   | Volkswagen Transporter 6.1                             |      |
| 2021 | 24               | Stellantis, (Opel/Vauxhall Vivaro-e - Citroën e-Dispatsch/ë-Jumpy - Peugeot e-Expert) | 131  | Mercedes-Benz eSprinter                                | 55   | Mercedes-Benz Vito                                     | 36   |

## Weblinks
- Officiële website (Engels)